# Atractus multidentatus
Atractus multidentatus — вид змій родини полозових (Colubridae). Ендемік Венесуели.

## Поширення і екологія
Atractus multidentatus відомі з типової місцевості, розташованої в районі Кампо-Еліас в штаті Мерида, на висоті 1000 м над рівнем моря. Вони живуть в сухих тропічних лісах Анд.

## Збереження
МСОП класифікує цей вид як такий, що перебуває на межі зникнення. Atractus multidentatus загрожує знищення природного середовища.